# Norbert Artner (Künstler)
Norbert Artner (* 5. November 1963 in Linz) ist ein österreichischer Künstler.

## Leben
Artner studierte in der Meisterklasse Metall an der Kunstuniversität Linz, welches er 1994 abschloss und wo er seit 1995 auch als Dozent unterrichtet. Er gestaltete zahlreiche Kunstkataloge für das Lentos Kunstmuseum Linz und das Linzer Stadtmuseum Nordico.
In seiner künstlerischen Arbeit setzt sich Artner unter anderem mit Fragen zur Kunstproduktion auseinander. So etwa in seiner Serie Studios, in der er sich seit 2008 mit den Produktionsbedingungen von Bildender Kunst beschäftigt. Dabei geht es ihm auch um die unterschiedlichen Arbeitsweisen der Künstlerinnen, die atmosphärische Wirkung ihrer Ateliers und den experimentellen Charakter der Orte.
Auch in seinem aktuellen PhD-Forschungsvorhaben Nach den Bildern geht Artner der Produktion von künstlerischer Fotografie nach. Im Mittelpunkt seines Interesses stehen hier die künstlerischen Strategien der Bildproduzentinnen und -produzenten im Umgang mit den Widerständen von Sehen, Apparat und Apparatfunktionen sowie Bild.
Artner lebt und arbeitet in Linz.

## Ausstellungen (Auswahl)
- 2011 Tiefer als der Tag gedacht – eine Overnight-Residency im Nachtzug zwischen den Städten Wien und Berlin, Atelierhof Kreuzberg, Berlin
- 2011 SAME TIME, SAME CHINA gemeinsam mit Leo Schatzl in der Ausstellung: NI HAO, Nordico, Linz
- 2012 DIE KUNST DER INTERVENTION, Ratskeller Lichtenberg, Berlin
- 2012 TROPHÄEN, Nordico, Linz
- 2012 STUDIOS / CHINA, Landesgalerie Linz
- 2013 UNTERWEGS, Cultural Transit Foundation, Ekaterinburg
- 2014 HALLSTATT REVISITED I, im öffentlichen Raum von Hallstatt. Fotografische Gegenüberstellung Hallstatt mit dem nachgebauten Hallstatt in China[4][5]
- 2015 HALLSTATT REVISITED, POST CITY – Lebensräume im 21. Jahrhundert, Ars Electronica, Linz
- 2016 AUS DER SAMMLUNG: LANDSCHAFT, Landesgalerie Linz

## Publikationen (Auswahl)
- Edgar Honetschläger - regie / direction, Publication N 1 - Bibliothek der Provinz, Linz 2001, ISBN 978-3-85252-236-4.
- LOVE_6, Norbert Artner & Leo Schatzl, Eigenverlag, 2010.
- Studios / 2008 – 2012, FOTOHOF edition Band/Vol. 153, 2012, ISBN 978-3-902675-53-8.
- Wandering Eyes – Videokunst aus Shanghai, Kataloge der Oberösterreichischen Landesmuseen, 2012, ISBN 978-3-854742-66-1.
- HALLSTATT REVISITED, 2015.